# Timothy H. Porter
Timothy H. Porter (* 28. November 1785 in New Haven, Connecticut; † 16. Dezember 1845 in Olean Township, New York) war ein US-amerikanischer Politiker. Zwischen 1825 und 1827 vertrat er den Bundesstaat New York im US-Repräsentantenhaus.

## Werdegang
Timothy H. Porter wurde ungefähr zwei Jahre nach dem Ende des Unabhängigkeitskrieges im New Haven County geboren. Er schloss seine Vorstudien ab. Dann zog er nach New York und ließ sich im Cattaraugus County nieder. Er saß 1816 und 1817 in der New York State Assembly. Zwischen 1817 und 1820 war er County Judge im Cattaraugus County. Er studierte Jura. Nach dem Erhalt seiner Zulassung als Anwalt 1819 im Tioga County und Cattaraugus County begann er in Olean zu praktizieren. Er war 1819 First Judge am Court of Common Pleas und in den Jahren 1819, 1820 und 1824 Bezirksstaatsanwalt im Cattaraugus County. 1823 saß er im Senat von New York.
Als Folge einer Zersplitterung der Demokratisch-Republikanischen Partei vor und während der Präsidentschaft von John Quincy Adams (1825–1829) schloss er sich der Adams-Fraktion an. Bei den Kongresswahlen des Jahres 1824 für den 19. Kongress wurde Porter im 28. Wahlbezirk von New York in das US-Repräsentantenhaus in Washington, D.C. gewählt, wo er am 4. März 1825 die Nachfolge von William Woods antrat. Er schied dann nach dem 3. März 1827 aus dem Kongress aus.
Nach seiner Kongresszeit ging er in Olean seiner Tätigkeit als Anwalt nach. Zwischen 1828 und 1831 saß er wieder im Senat von New York und in den Jahren 1838 und 1840 in der New York State Assembly. Er verstarb am 16. Dezember 1845 im Olean Township bei der City von Olean. Sein Leichnam wurde dann auf dem Mount View Cemetery in Olean beigesetzt.